# Tomoko Yoshida
Pour les articles homonymes, voir Yoshida.
Tomoko Yoshida 吉田 知子, Yoshida Tomoko, nom véritable Tomoko Kira 吉良 知子; née le 6 février 1934 à Hamamatsu dans la préfecture de Shizuoka) est une romancière japonaise.

## Biographie
Yoshida étudie l'économie à l'université nationale pour femmes de Nagoya. Elle grandit à Shinkyō (actuelle Changchun) – capitale du Mandchoukouo – et dans le nord de la Mandchourie. Après la seconde Guerre mondiale, elle réside à Toyohara (à présent Ioujno-Sakhalinsk) sur l'île de Sakhaline, d'où elle retourne au Japon en 1947. Elle travaille comme journaliste dans la rédaction de Nagoya du quotidien Ise Shimbun, puis comme professeur dans une école secondaire à Hamamatsu.
En 1963, elle participe à la revue littéraire Gomu (ゴム) et en 1967 fait ses débuts avec Fabeln, Parabeln (寓話) chez l'éditeur Shinchō (新潮).

## Prix et distinctions
- 1970 Prix Akutagawa pour Mumyōjōya (無明長夜)
- 1985 Prix de littérature féminine pour Manshū wa shiranai (満洲は知らない)
- 1992 Prix Kawabata pour la nouvelle Osonae (お供え)
- 1998 Prix Izumi pour Hako no tsuma (箱の夫)

## Ouvrages (sélection)
- 1970 Mumyōjōya (無明長夜)
- 1971 Iki mono tachi (生きものたち)
- 1971 Yoshida Tomoko sakuhin sen (吉田知子作品選, sélection d’œuvres)
- 1974 Neko no me, onna no me (猫の目、女の目)
- 1979 Inu no kōfuku (犬の幸福)
- 1980 Chichi no haka (父の墓)
- 1981 Watashi no ai no monogatari (わたしの恋の物語)
- 1985 Manshū wa shiranai (満洲は知らない)
- 19985 Kamo (鴨)
- 1993 Osonae (お供え)
- 1996 Sennen ōrai (千年往来)
- 1998 Hako no tsuma (箱の夫)
- 2003 Nihon nanmin (日本難民)